# França nos Jogos Olímpicos de Verão de 1904
A França não enviou equipe para os Jogos Olímpicos de Verão de 1904 em Saint Louis, nos Estados Unidos. No entanto, Albert Coray, que ganhou duas medalhas de prata no atletismo, é apontado por algumas fontes como de nacionalidade francesa. Os resultados do Comitê Olímpico Internacional são inconsistentes a respeito de Coray, pois o COI atribui sua medalha na maratona para os Estados Unidos, enquanto também o mostra como participante de uma equipe mista com 4 atletas americanos nas quatro milhas por equipe.

## Resultados
| Modalidade               | Colocação | Atleta                      | Tempo       |
| ------------------------ | --------- | --------------------------- | ----------- |
| maratona                 | 2°        | Albert Coray Estados Unidos | 3:34:52     |
| quatro milhas por equipe | 2°        | Albert Coray Equipe mista   | 28 (pontos) |